# Iberisches Scheidegebirge
Das Iberische Scheidegebirge (auch Kastilisches Scheidegebirge, Zentralkordillere sowie spanisch-portugiesisch: Sistema Central oder Cordillera Central) ist ein Gebirgssystem im Zentrum der Iberischen Halbinsel. Die höchste Erhebung der Bergkette ist der Berg Pico Almanzor mit 2592 m Höhe, der sich in der Sierra de Gredos befindet.

## Geographie
Das Iberische Scheidegebirge verläuft im westlichen Teil von West nach Ost und im östlichen Teil von Südwest nach Nordost; es ist etwa 700 Kilometer lang und reicht von Portugal bis zum Iberischen Gebirge (span.: Sistema Ibérico). Das Iberische Scheidegebirge gliedert sich von Ost nach West in die Hauptgebirgszüge:
- Sierra de Guadarrama (2430 m)
- Sierra de Gredos (2592 m)
- Serra da Estrela (1993 m)

Die Gebirgszüge auf spanischer Seite teilen nicht nur das kastilische Hochland, sondern trennen auch Kastilien-Leon im Norden von Kastilien-La Mancha und der Extremadura im Süden. Historisch war das Gebirge die Grenze zwischen Altkastilien im Norden und Neukastilien im Süden. Zugleich trennt das Iberische Scheidegebirge die Einzugsgebiete der Flüsse Duero/Douro und Tajo/Tejo (jeweils spanische und portugiesische Schreibweise).

## Gebirge
Der Begriff ‚Iberisches Scheidegebirge‘ (span.: Sistema Central) ist ein Fachausdruck, der von den Bewohnern der Gegend nicht verwendet wird; diese betrachten eher die unterschiedlichen Gebirge denn die gesamte Gebirgskette. Von Westen (Portugal) nach Osten (Spanien) betrachtet, besteht das Iberische Scheidegebirge aus den folgenden einzelnen Gebirgen (span.: Sierras):

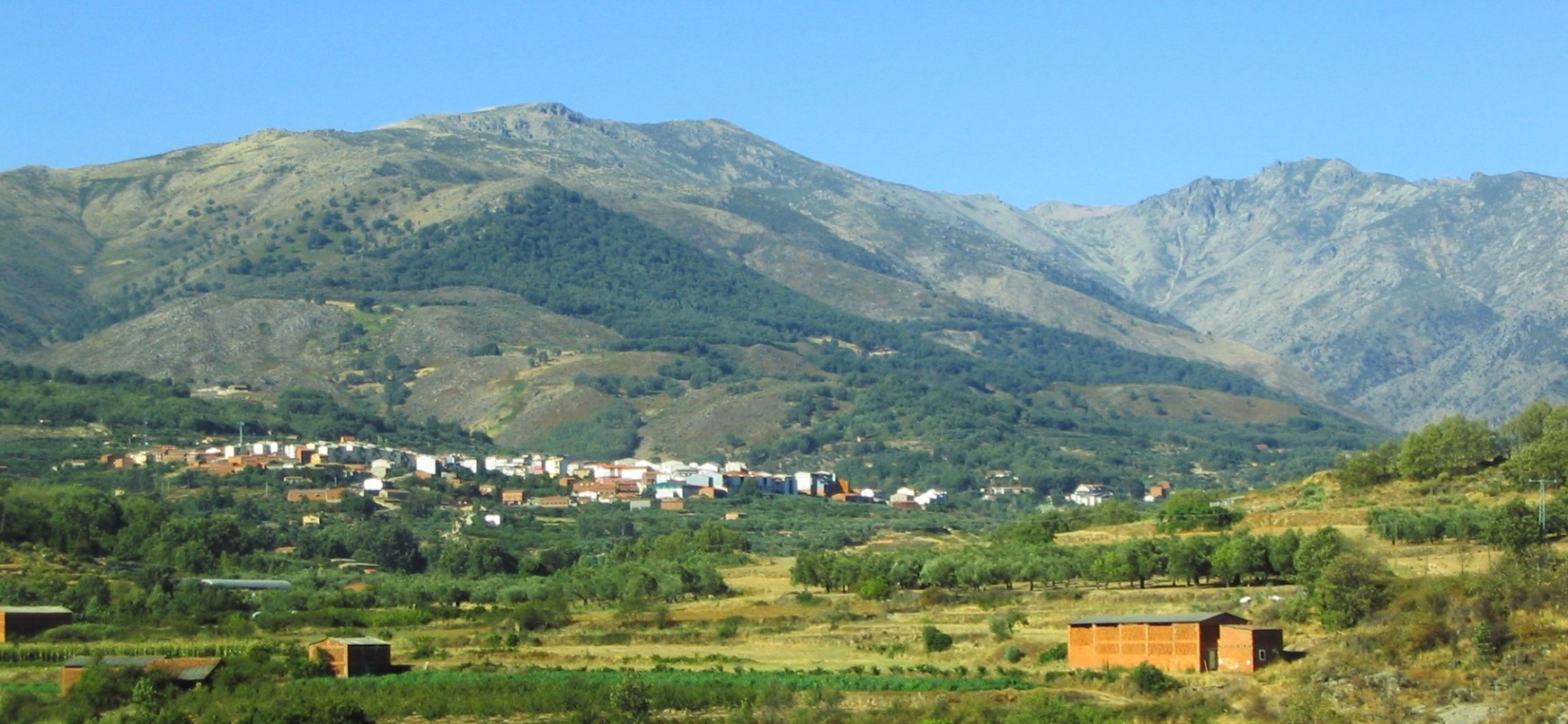
Das spanische Dorf Aldeanueva de la Vera am Fuß der Sierra de Gredos im Westen des Spanischen Teils

- Serra da Lousã in Portugal (Provinz Beira Litoral, höchster Berg: Trevim, 1204 m)
- Serra da Gardunha in Zentralportugal (höchster Berg: 1227 m)
- Serra da Estrela, im Zentrum von Portugal, (höchster Berg: Estrela, 1991 m)
- Sierra de Gata, in den Provinzen Cáceres und Salamanca (höchste Berge: Pico Jálama, 1493 m und Peña Canchera, 1592 m)
- Sierra de Francia (oder Sierra de la Peña de Francia), im Süden der Provinz Salamanca (höchster Berg: Pico Hastiala, 1783 m)
- Sierra de Béjar, in den Provinzen Cáceres, Ávila und Salamanca (höchster Berg: Canchal de la Ceja, 2430 m)
- Sierra de Villafranca, in der Provinz Ávila (höchster Berg: Cerro Moros, 2059 m)
- La Serrota, in der Provinz Ávila (höchster Berg: Cerro del Santo, 2294 m)
- Sierra de la Paramera, in der Provinz Ávila (höchster Berg: Pico Zapatero, 2160 m)
- Sierra de Ávila, in der Provinz Ávila (höchster Berg: Cerro de Gorría, 1727 m)
- Sierra de Gredos, in den Provinzen Ávila, Toledo und Cáceres (höchster Berg: Pico Almanzor, 2592 m)
- Sierra de Malagón, in den Provinzen Ávila, Madrid und Segovia (höchster Berg: Cueva Valiente, 1903 m)
- Sierra de Guadarrama, in den Provinzen Ávila, Madrid und Segovia (höchster Berg: Peñalara, 2430 m)
- Somosierra, in den Provinzen Madrid, Segovia und Guadalajara (höchster Berg: Pico del Lobo, 2129 m)
- Sierra de Ayllón, in den Provinzen Segovia, Soria und Guadalajara (höchster Berg: Pico de la Buitrera, 2046 m)